# Gnomibidion cylindricum
Gnomibidion cylindricum là một loài bọ cánh cứng trong họ Cerambycidae.